# Rose Pipette

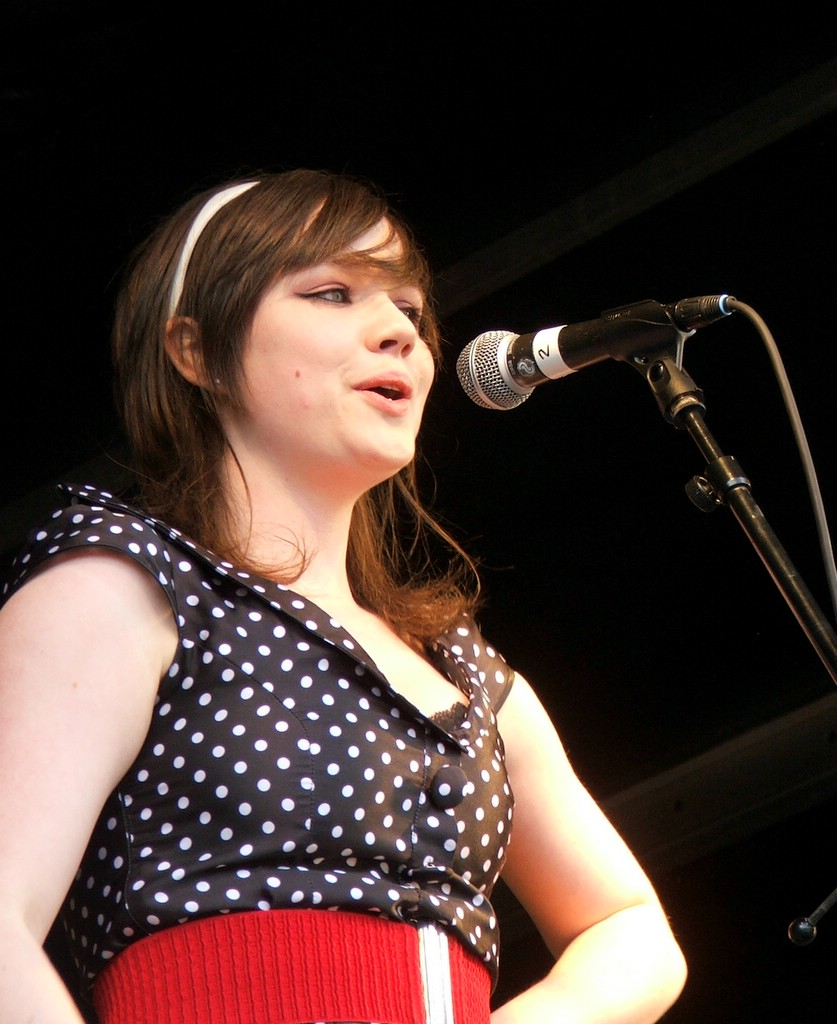
Rosay

## Biografía
Rose Elinor Dougall, también conocida como Rose Pipette, Rosay o Rosé, nació el 13 de marzo de 1986 en Royal Tunbridge Wells, Kent, Inglaterra.
Rose estudió en el Camberwell College of Arts hasta la primavera de 2006, llegando a aparecer en diciembre de 2005 en el programa de la BBC2 James May's Top Toys.
También fue cantante y teclista del grupo The Pipettes.
Actualmente es solista y grabó un disco llamado Without Why

## Música

### Influencias
Rose es conocida por su gusto por la música folk inglesa, citando en ocasiones a Sandy Denny y Anne Briggs como sus principales influencias.

### Rose y The Pipettes
Aunque normalmente Rose hace los coros, es la vocalista principal en los temas "Judy", "Sex" y "Dirty Mind", que además escribió. 

### Colaboraciones
Rose colabora con la banda The Young Playthings, poniéndole voz al tema "Life is great". También ha colaborado con la banda de Brighton Dr. Colossus, cantando en los temas "Sleep" y "Fallen In Love".

## Curiosidades
Normalmente se coloca al lado derecho del escenario, aunque cuando Julia aun formaba parte del grupo, se colocaba en el centro con Julia a su derecha.
- Datos: Q3267043
- Multimedia: Rose Elinor Dougall / Q3267043